# 3629 Lebedinskij
3629 Lebedinskij este un asteroid din centura principală, descoperit pe 21 noiembrie 1982 de Antonín Mrkos.